# Coll Pregon (Molló)
El Coll Pregon és una collada situada a 1.533,1 m alt de la carena est del massís de Costabona, a la línia fronterera que separa el Ripollès (terme de Molló) del Vallespir (terme de Prats de Molló i la Presta), per on passa el camí d'Espinavell a la Presta.
És entre el Puig de l'Artiga del Rei, de 1.636 m alt, a l'oest, i el de la Clapa, de 1.655 m, a l'est.
Segons explica Avel·lí Artís-Gener per aquest coll, el capvespre del 13 de febrer del 1939, va sortir de Catalunya en direcció a Prats de Molló el darrer grup de militars republicans, 247 homes de la 60a divisió, de la qual ell era tinent coronel.
El Coll Pregon és un destí freqüent de les rutes del massís del Canigó i les muntanyes de Molló.
A Coll Pregon hi ha la fita fronterera número 515 entre els estats francès i espanyol. És una fita de base quadrada, grossa, capçada per una petita piràmide, amb el número de color negre damunt d'una marc blanc. En aquest cas no hi ha creu. És 5 metres a l'oest del coll.